# Paul Bouyer
Pour les articles homonymes, voir Bouyer (homonymie).
Paul Bouyer est un industriel et ingénieur du son né le 2 novembre 1907 à Tours et décédé le 30 décembre 1999 à Montauban, qui a donné son nom à une entreprise électronique.

## Industriel du son
En 1933, Paul Bouyer fonde sa société Bouyer Industrie, spécialisée dans la fabrication de postes de radio et dans sonorisation d'espaces publics comme les aéroports, les gares puis les supermarchés à partir des années 70. 
Le savoir-faire en électroacoustique des systèmes Bouyer réside dans le fait de rendre la voix intelligible dans un espace où le son est perturbé, sans nécessairement augmenter le volume sonore. Sa technologie dite du 100 V a été exportée dans de nombreux pays, notamment le métro de Singapour. 
En 1989, la société compte 450 collaborateurs quand Paul Bouyer la cède. Plusieurs repreneurs et fonds de pension se succèdent, de même que les plans sociaux.

## Postérité de Bouyer Industrie
Après ces incertitudes, les salariés ont également tenté de reprendre leur entreprise en 2010. 
Finalement, la société DEF reprend et redresse l'entreprise Bouyer à partir de 2011 grâce à l'aide de nombreux financements croisés. 
Un carrefour giratoire porte le nom de Paul Bouyer sur la nationale 20 à Montauban, près de l'ancien siège social.